# 893 Леопольдіна
893 Леопольдіна (893 Leopoldina) — астероїд головного поясу, відкритий 31 травня 1918 року.
Тіссеранів параметр щодо Юпітера — 3,154.